# Kraljevska palma
Kraljevska palma (lat. Roystonea) je rod koji se sastoji od 10 – 12 vrsta palmi, urođenih u tropskim predjelima na Floridi, Karibima i nasuprotnim obalama Srednje i Južne Amerike. 
Roystonea regia dostiže visinu od 10 – 30 metara. Vrlo je osjetljiva i ugiba već na temperaturi od -2°C. Zbog ovoga se na jadranskoj obali može saditi jedino uz intenzivne mjere zaštite palmi. 

## Vrste
- Roystonea altissima (Mill.) H.E.Moore
- Roystonea borinquena O.F.Cook
- Roystonea dunlapiana P.H.Allen
- Roystonea lenis León
- Roystonea maisiana (L.H.Bailey) Zona
- Roystonea oleracea (Jacq.) O.F.Cook
- Roystonea princeps (Becc.) Burret
- Roystonea regia'  (Kunth) O.F.Cook
- Roystonea stellata León
- Roystonea violacea León